# آرام آواگیان
آرام آواگیان (ارمنی: Արամ Ավագյան زاده ۱۸ ژانویه ۱۹۹۱ در ایروان) بوکسور اهل ارمنستان است. وی یکی از ورزشکاران ارمنستان در بازی‌های المپیک تابستانی ۲۰۱۶ می‌باشد.

## نتایج مهم
- مدال برنز مسابقات قهرمانی بوکس آماتوری اروپا (۲۰۱۳)[۱]
- مدال برنز مسابقات قهرمانی بوکس آماتوری (۱۹–۲۲ ساله) (۲۰۱۲)
- مدال برنز مسابقات قهرمانی بوکس آماتوری اروپا (۲۰۱۵)